# جاك مارشال (سياسي)
جاك مارشال (بالإنجليزية: Jack Marshall)‏ هو سياسي كندي، ولد في 26 نوفمبر 1919، وتوفي في 17 أغسطس 2004. حزبياً، نشط في الحزب الكندي التقدمي المحافظ. وقد انتخب عضو مجلس الشيوخ الكندي وانتخب عضو مجلس العموم الكندي.